# James Lawrence (futbolista)
James Lawrence (Henley-on-Thames, 22 de agosto de 1992) es un futbolista británico que juega en la demarcación de defensa para el Almere City F. C. de la Eredivisie.

## Selección nacional
Hizo su debut con la selección de fútbol de Gales el 19 de noviembre de 2018 en un encuentro amistoso contra Albania que finalizó con un resultado de 1-0 a favor del combinado albano tras el gol de penalti de Bekim Balaj.

## Clubes
| Club                | País         | Año       | Partidos | Goles |
| ------------------- | ------------ | --------- | -------- | ----- |
| F. K. A. S. Trenčín | Eslovaquia   | 2014-2018 | 116      | 9     |
| R. S. C. Anderlecht | Bélgica      | 2018-2019 | 26       | 0     |
| F. C. St. Pauli     | Alemania     | 2019-2022 | 54       | 1     |
| 1. F. C. Núremberg  | Alemania     | 2022-2024 | 28       | 0     |
| Almere City F. C.   | Países Bajos | 2024-     | 26       | 0     |

## Palmarés

### Títulos nacionales
| Título                  | Club                | País       | Año  |
| ----------------------- | ------------------- | ---------- | ---- |
| Superliga de Eslovaquia | F. K. A. S. Trenčín | Eslovaquia | 2015 |
| Copa de Eslovaquia      | F. K. A. S. Trenčín | Eslovaquia | 2015 |
| Superliga de Eslovaquia | F. K. A. S. Trenčín | Eslovaquia | 2016 |
| Copa de Eslovaquia      | F. K. A. S. Trenčín | Eslovaquia | 2016 |